# Nationaldemokratiska partiet (Sverige)
Nationaldemokratiska partiet var ett svenskt politiskt parti, bildat 1983 av en falang inom Bevara Sverige Svenskt. Partiledare var Fredrik Lundin, och medlemskåren bestod huvudsakligen av skinheads. Partiet gav ut den stencilerade tidningen Nya Nationaldemokraten under åren 1983–1984. Vid riksdagsvalet 1985 erhöll partiet totalt 180 röster.